# Brian Pallister
Brian William Pallister (nascido em 6 de julho de 1954) é um político canadense e o 22º primeiro-ministro da província de Manitoba. Ele representou a equitação de Portage-Lisgar na Câmara dos comuns do Canadá de 2000 a 2008. Serviu previamente na Assembléia Legislativa de Manitoba de 1992 a 1997 e foi um ministro chave do gabinete no governo provincial de Gary Filmon. Pallister é um membro do partido conservador do Canadá.
Nas eleições gerais de Manitoba, em 2016, Pallister e o Partido Progressista Conservador ganharam um governo maioritário, terminando quase 17 anos de governança.